# Beaux
Beaux là một xã thuộc tỉnh Haute-Loire nam trung bộ nước Pháp. Xã Beaux nằm ở khu vực có độ cao trung bình 750 mét trên mực nước biển.